# Barbora Strýcová
Barbora Strýcová (* 28. března 1986 Plzeň) je bývalá česká profesionální tenistka, která se na ženských okruzích pohybovala v letech 2003–2023. Na grandslamu zvítězila ve čtyřhře Wimbledonu 2019 a 2023 se Sie Šu-wej. Na Letních olympijských hrách 2016 v Riu de Janeiru vybojovala se Šafářovou bronzovou medaili v ženském deblu. V letech 2019–2020 byla světovou jedničkou ve čtyřhře, kterou se stala jako sedmá Češka od zavedení klasifikace v roce 1984.
Na žebříčku WTA byla pro dvouhru nejvýše klasifikovaná v lednu 2017 na 16. místě a ve čtyřhře pak v červenci 2019 na 1. místě. V letech 2018–2019 ji trénoval David Kotyza, kterého nahradil Lukáš Dlouhý. Domovským oddílem byla Sparta Praha, do níž v patnácti letech přestoupila ze Slavie Plzeň.
Na okruhu WTA Tour vyhrála třicet dva turnajů ve čtyřhře a dva ve dvouhře, když ve finále québeckého Bell Challenge 2011 porazila Marinu Erakovicovou a na Ladies Linz 2017 zdolala Magdalénu Rybárikovou. V juniorské kategorii se roku 2002 stala mistryní světa a triumfovala na dvou singlových a třech deblových grandslamech. V rámci okruhu ITF získala devět vítězství ve dvouhře a deset ve čtyřhře.
Ve 33 letech se stala nejstarší debutantkou v semifinále grandslamové dvouhry, když ve Wimbledonu 2019 podlehla Sereně Williamsové. Pět úvodních semifinále grandslamové čtyřhry prohrála na US Open 2014, Australian Open 2015, US Open 2017, French Open 2018 a Australian Open 2019, a to vždy s jinou spoluhráčkou. Trofeje pak získala s Tchajwankou Sie Šu-wej ve Wimbledonu 2019 a 2023. Ze souboje o titul na Turnaji mistryň 2019 a Australian Open 2020 odešly poraženy.
V květnu 2021 oznámila ukončení kariéry v souvislosti s těhotenstvím, když poslední turnaj odehrála na Australian Open 2021. V roce 2023 se na okruh vrátila v rozlučkové sezóně na Madrid Open a profesionální dráhu uzavřela na zářijovém US Open.
V roce 2019 vyhrála českou tenisovou anketu Zlatý kanár.

## Týmové soutěže

### Fed Cup

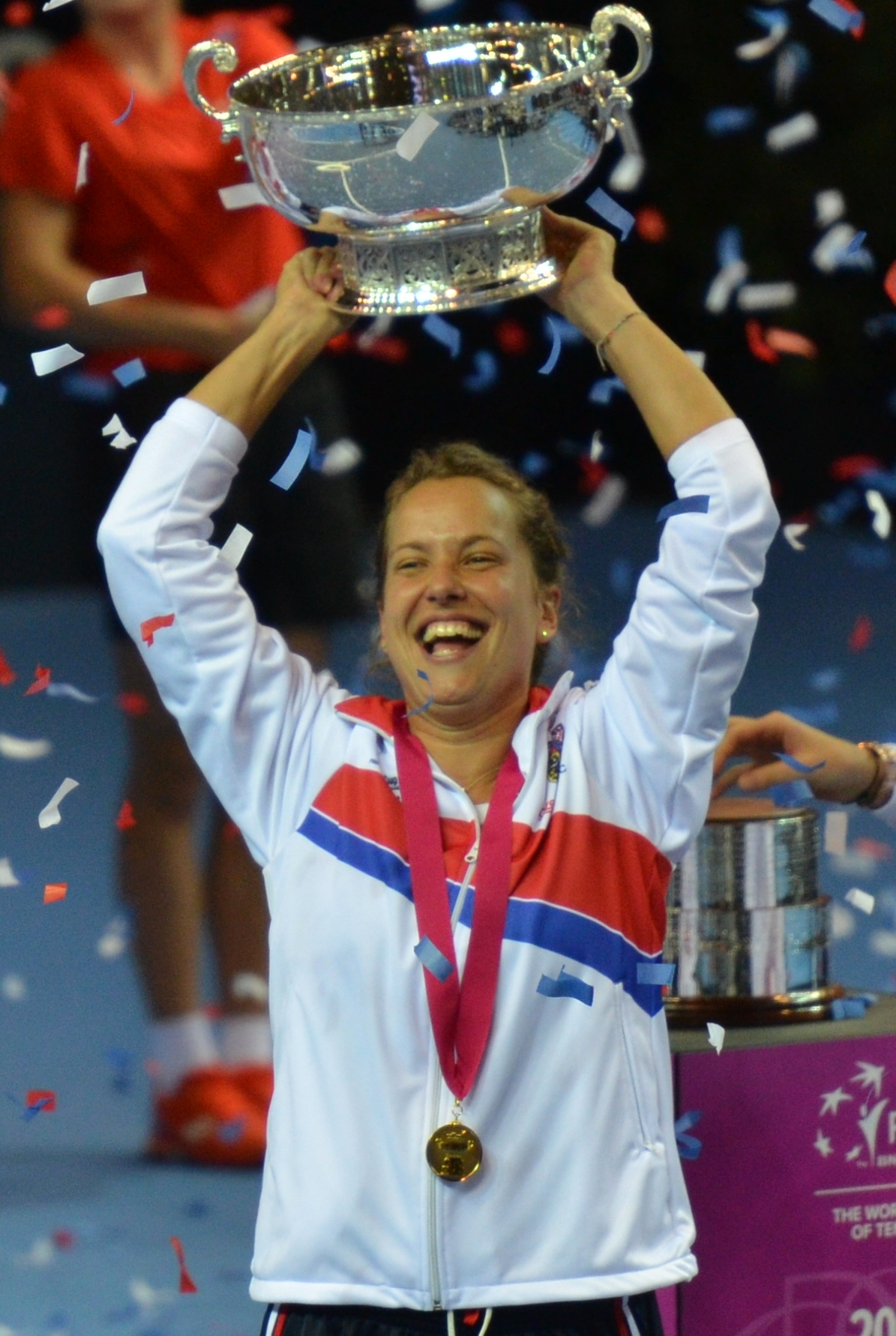
S pohárem po finále Fed Cupu 2016 proti Francii, v němž zdolala Cornetovou a s Plíškovou vyhrály rozhodující čtyřhru

V českém fedcupovém týmu debutovala v roce 2002 utkáním 1. kola Světové skupiny proti Kanadě, v němž vyhrála dvouhru nad Maureen Drakeovou a spolu s Cetkovskou také čtyřhru.
V roce 2011 se stala členkou vítězného družstva, když nastoupila do čtyřhry čtvrtfinále a třech zápasů semifinále. Vyhrála také Fed Cup 2014 poté, co v daném ročníku startovala ve čtvrtfinále proti Španělsku. Dne 15. listopadu 2015 získala s Karolínou Plíškovou třetí rozhodující bod ze čtyřhry ve fedcupovém finále proti Rusku a stala se tak potřetí šampionkou soutěže. Další trofej přidala z Fed Cupu 2016, když ve štrasburském finále proti Francii porazila Cornetovou a s Karolínou Plíškovou opět rozhodly rozhodující debl.
Poslední pátý pohár vybojovala ve finále Fed Cupu 2018 proti Spojeným státům. K vítězství 3:0 na zápasy přispěla vítěznou sobotní dvouhrou. Tím zakončila svou fedcupovou kariéru. V soutěži odehrála dvacet mezistátních utkání s bilancí 11–7 ve dvouhře a 11–4 ve čtyřhře.

### Letní olympijské hry
Česko reprezentovala na Letních olympijských her 2004 v Athénách, kde ji v úvodním kole ženské dvouhry vyřadila belgická světová jednička a pozdější zlatá medailistka Justine Heninová-Hardenneová. Do ženské čtyřhry nastoupila s Libuší Průšovou. Soutěž opustily po prohře ve prvním kole s nejvýše nasazeným párem Světlana Kuzněcovová a Jelena Lichovcevová. Zúčastnila se také riodejaneirských Her XXXI. olympiády, kde ve druhé fázi dvouhry podlehla Saře Erraniové. Spolu s Lucií Šafářovou připravily v ženské čtyřhře o neporazitelnost trojnásobné olympijské vítězky z této soutěže a nejvýše nasazené sestry Serenu a Venus Williamsovy, které až při své čtvrté účasti pod pěti kruhy prohrály svůj první zápas.

## Tenisová kariéra
Svých největších úspěchů zatím dosáhla v juniorské kategorii, kdy vyhrála dvakrát za sebou juniorku Australian Open (2002, 2003). Ve finále roku 2002 porazila Marii Šarapovovou a na konci této sezóny byla vyhlášena juniorskou mistryní světa, když figurovala na 1. místě juniorského žebříčku. Navíc v roce 2002 získala juniorské tituly ve čtyřhře French Open a Wimbledonu.

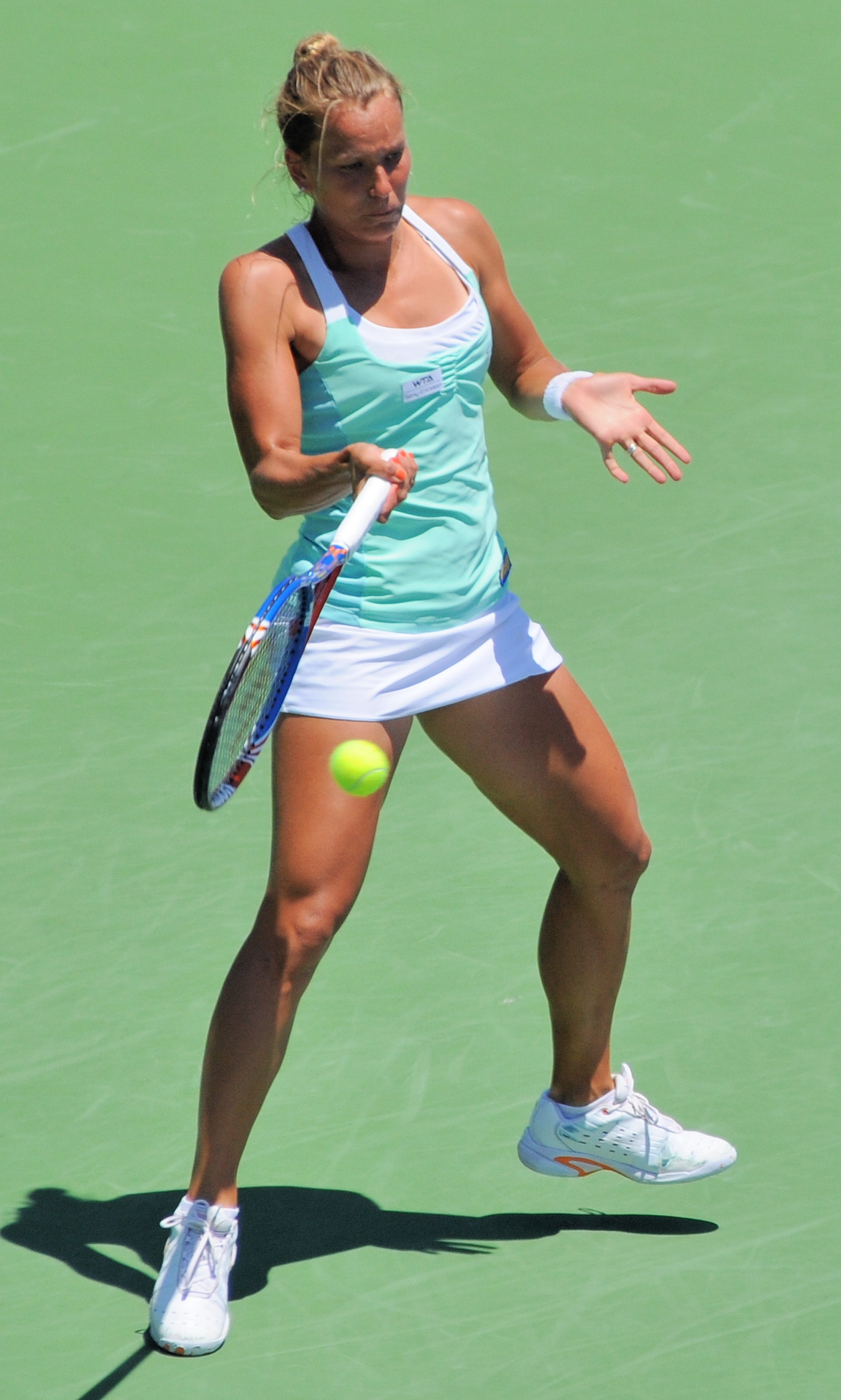
Záhlavová-Strýcová na Mercury Insurance Open 2011

Na Australian Open 2010 odehrála nejdelší utkání v dosavadní historii ženské dvouhry tohoto turnaje, když v úvodním kole porazila Rusku Reginu Kulikovovou. Zápas, ve kterém proměnila až osmý mečbol, trval čtyři hodiny a devatenáct minut.
V červenci 2010 na posledním 14. ročníku turnaje ECM Prague Open se poprvé v kariéře probojovala do finále dvouhry na okruhu WTA, v němž podlehla Maďarce Ágnes Szávayové. Výsledky posledních týdnů jí zajistily postup na své dosavadní maximum v žebříčku WTA, když byla 19. července klasifikována na 39. místě. Mediální odezvu vzbudil moment během poslední výměny stran finálového utkání, kdy k její lavičce přistoupil trenér Jakub Herm-Záhlava s připevněným portem. Tenistka se na adresu soupeřky vulgárně vyjádřila, což proniklo do přímého přenosu České televize. Záležitostí se zabývala Rada pro rozhlasové a televizní vysílání.
Premiérové singlové finále v kategorii Premier si zahrála na červnovém AEGON Classic 2014, probíhajícím na birminghamské trávě. Ve druhém kole si poradila s pátou nasazenou krajankou Lucií Šafářovou a ve čtvrtfinále pak přehrála belgickou turnajovou čtyřku Kirsten Flipkensovou. Po dvousetové výhře nad šestnáctou nasazenou Australankou Casey Dellacquovou prošla do finále, kde byla nad její síly favorizovaná světová jedenáctka Ana Ivanovićová ze Srbska, na níž uhrála pět gemů.
Formu zužitkovala na navazujícím grandslamu ve Wimbledonu 2014, kde se poprvé v kariéře probojovala do čtvrtfinálové fáze. Ve druhém kole zůstala na její raketě 32. nasazená ruská tenistka Jelena Vesninová. Poté zvládla tiebreakové koncovky obou setů s čínskou světovou dvojkou Li Na. V osmifinále ji nezastavila ani bývalá světová jednička a dánská turnajová desítka Caroline Wozniacká, která dokázala odvrátit čtyři mečboly. Mezi poslední osmičkou hráček však byla nad její síly šestá nasazená a pozdější vítězka Petra Kvitová po dvousetovém průběhu, přestože ve druhém dějství servírovala dvakrát s výhodou breaku na ukončení sady.
V srpnu 2016 se její spoluhráčkou ve čtyřhře stala Indka Sania Mirzaová, v daném měsíci světová deblová jednička. Při prvním společném startu vyhrály srpnový Western & Southern Open 2016 a poté i Toray Pan Pacific Open 2016. Rozchod oznámily v dubnu 2017 se zápasovou bilancí 30–9. Od Madrid Open 2018 do závěru roku hrála s Andreou Sestini Hlaváčkovou, s níž se objevila v pěti finále.

### 2018: Tři deblové tituly WTA a členka Top 20 ve dvouhře

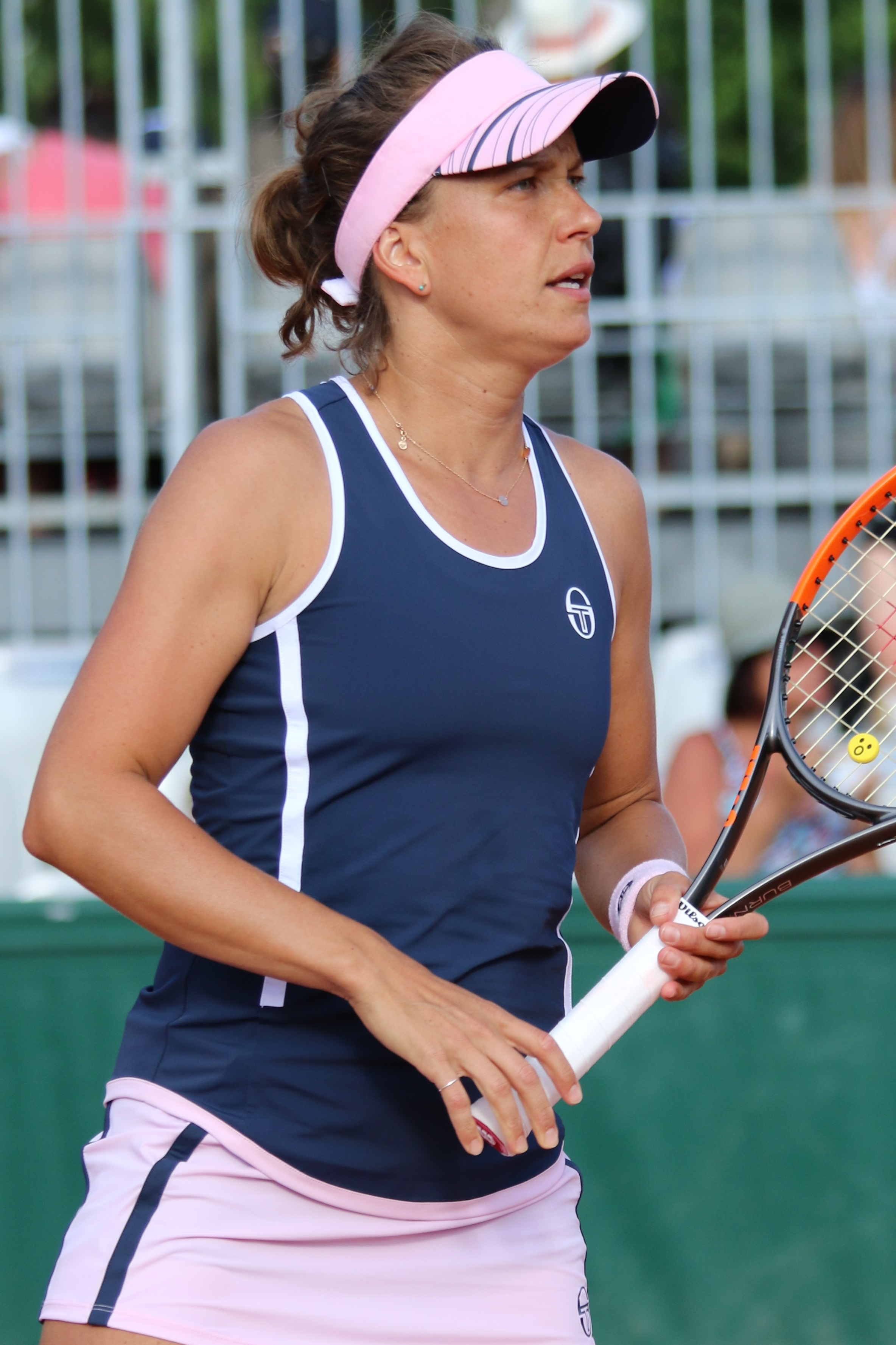
Na French Open postoupila popáté v kariéře do osmifinále grandslamu, v němž podlehla Putincevové

Do sezóny vstoupila jako dvacátá třetí hráčka žebříčku. Úvodní lednový týden plnila roli třetí nasazené na aucklandském ASB Classic, kde po výhrách nad Sarou Erraniovou a Johannou Larssonovou skončila ve čtvrtfinále na raketě Tchajwanky z počátku druhé světové stovky Sie Šu-wej. První set přitom získala „kanárem“. Mezi poslední osmičkou Sydney International vypadla se světovou devatenáctkou Ashleigh Bartyovou, po zvládnutí předchozích duelů s Ruskami Darjou Kasatkinovou a Jekatěrinou Makarovovou. Zahajovací grandslam roku Australian Open znamenal postup do osmifinále díky vítězství nad Američankou Bernardou Peraovou. V něm ji vyřadila šestá žena klasifikace Karolína Plíšková ve třech setech.
V únorové Světové skupině Fed Cupu proti Švýcarsku pomohla českému týmu bodem z dvouhry proti Bencicové k postupu do semifinále. Časná vyřazení s německými členkami elitní světové desítky, Julií Görgesovou a Angelique Kerberovou, přišla na Qatar Total Open a Dubai Tennis Championships. Do březnového BNP Paribas Open v Indian Wells vstoupila po volném losu druhým kolem, v němž ji zdolala padesátá první hráčka žebříčku Petra Martićová z Chorvatska. V deblové soutěži navázala spolupráci se Sie Šu-wej. Společně odehrály vůbec první turnaj, když se dohodly krátce před startem. Ve finále porazily „tenisem ze staré školy“ ruské turnajové jedničky Jekatěrinu Makarovovou s Jelenou Vesninovou po dvousetovém průběhu. Strýcová získala premiérovou kariérní trofej z kategorie Premier Mandatory a dvacátou první deblovou. Na Miami Open, hraném naposledy v Key Biscayne, odešla po volném losu poražena s Christinou McHaleovou z konce první světové stovky.

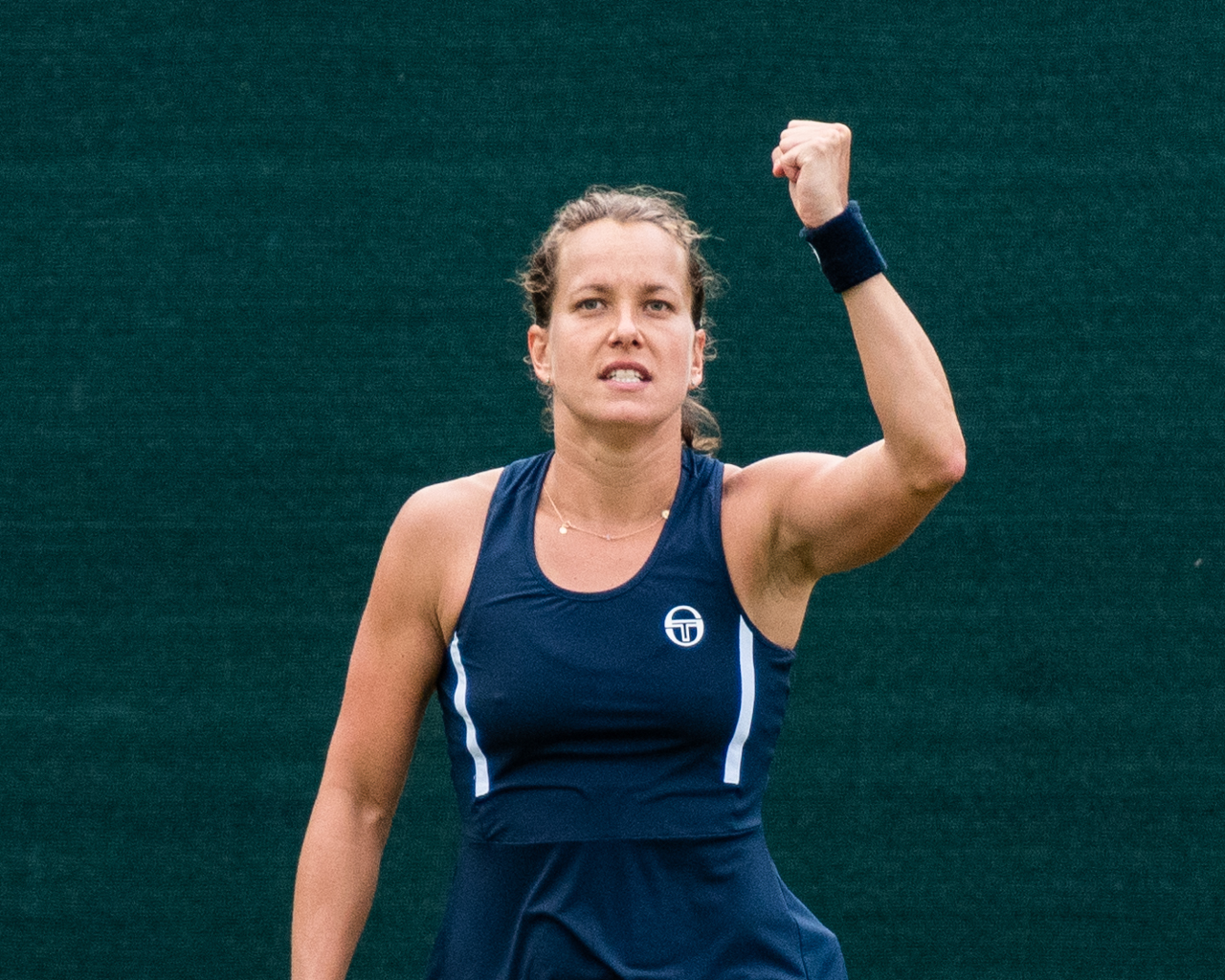
Vítězné gesto na Birmingham Classic, kde postoupila do jediného singlového semifinále sezóny. V soutěži porazila Muguruzaovou a prohrála s Rybárikovou.

Antukovou sezónu rozehrála na halovém Porsche Tennis Grand Prix ve Stuttgartu, kde ji v zahajovacím duelu vyřadila stá hráčka žebříčku Laura Siegemundová. Shodný scénář měla účast na J&T Banka Prague Open. V první fázi nestačila na Italku Camilu Giorgiovou. Po boku Barbory Štefkové se v pražské čtyřhře probojovala do semifinále. První kola opět nepřešla na Mutua Madrid Open i Internazionali BNL d'Italia, když nestačila na světovou petadvacítku Carlu Suárezovou Navarrovou, respektive v Římě desátou v pořadí Sloane Stephensovou. V římském deblu odešla s Andreou Sestini Hlaváčkovou jako poražená finalistka. V boji o titul podlehly australsko-nizozemské dvojici Ashleigh Bartyová a Demi Schuursová. Plzeňské rodačky si jako pár zahrály premiérové finále na okruhu. Na grandslamové French Open zavítala v roli dvacáté šesté nasazené. Na její raketě postupně skončily Japonka Kurumi Naraová, Jekatěrina Makarovová a krajanka Kateřina Siniaková. V osmifinále jí vystavila stopku Kazaška Julia Putincevová z konce první stovky. Po boku Sestini Hlaváčkové prohrála i páté grandslamové semifinále v kariéře, tentokrát na Roland Garros. V něm je vyřadily pozdější vítězky Barbora Krejčíková se Siniakovou.
Travnatou část roku otevřela semifinálovou účastí na birminghamském Nature Valley Classic, kde ve druhé fázi porazila světovou trojku Garbiñe Muguruzaovou. Před branami finále ji však zastavila devatenáctá hráčka klasifikace Magdaléna Rybáriková ve dvou setech. Poslední wimbledonskou přípravu na eastbournském Nature Valley International opustila ve třetím kole po prohře od Karolíny Plíškové. Londýnský major ve Wimbledonu znamenal také postup do třetí fáze přes Světlanu Kuzněcovovou a Lesju Curenkovou. Z pozice světové třiadvacítky pak nestačila na Němku Julii Görgesovou, figurující na žebříčku o deset míst výše. Ve vyrovnaném střetnutí prohrála až 8–10 na gemy v rozhodující sadě. Ve wimbledonském deblu nepřešla se Sestini Hlaváčkovou třetí fázi, když je v ní zastavily Matteková-Sandsová se Šafářovou. V polovině července dosáhla sezónního maxima ve dvouhře, když byla jeden týden dvacátou hráčkou světa.

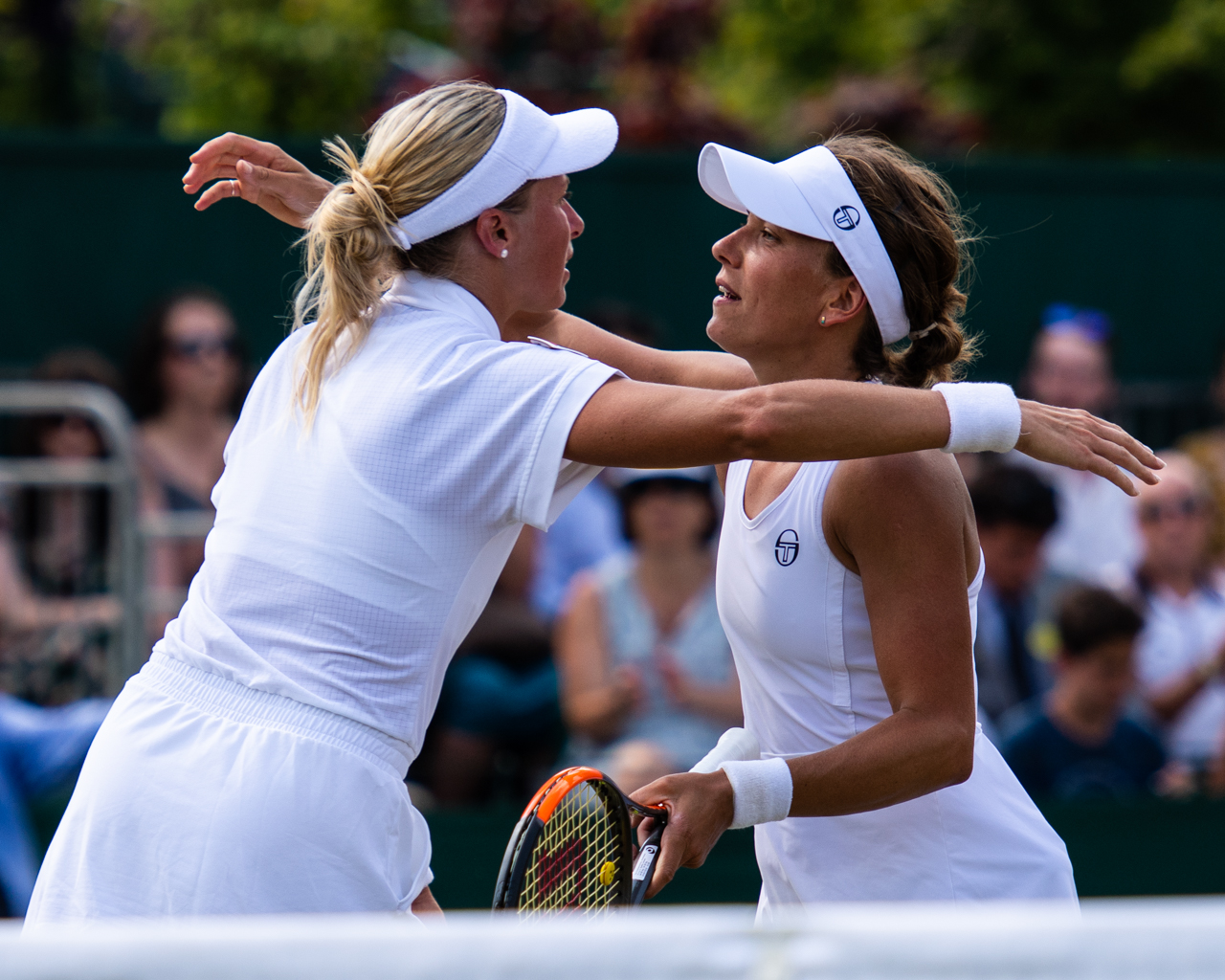
Ve Wimbledonu se spoluhráčkou Sestini Haváčkovou. Obě Plzeňanky navázaly spolupráci na Miami Open 2018.

V letní americké sérii US Open navázala na šňůru sedmi porážek v řadě z jarní a letní části. Úvodní duely nezvládla na montréalském Rogers Cupu, cincinnatském Western & Southern Open ani newhavenském Connecticut Open. Postupně ji tak na severoamerických turnajích vyřadily dvacátá devátá hráčka žebříčku Rybáriková, s níž šla podávat na vítězství, a světové třicítky Anett Kontaveitová, respektive Suarézová Navarrová. Ze čtyřhry Connecticut Open si odvezla se Sestini Hlaváčkovou trofej po finálové výhře nad tchajwansko-německou dvojici Sie Šu-wej a Laura Siegemundová. Shodně jako na wimbledonském pažitu, také na US Open přijížděla v roli třiadvacáté nasazené a opět se probojovala do třetího kola. V něm nenašla recept na patnáctou v pořadí Elise Mertensovou z Belgie. Ve druhé sadě prvního vzájemného duelu přitom Strýcová neproměnila tři setboly.
Podzimní asijskou túru zahájila tokijským Toray Pan Pacific Open, na němž oplatila čerstvou porážku Estonce Kontaveitové, ale ve třetím kole dohrála na raketě úřadující šampionky US Open a světové sedmičky Naomi Ósakaové, která se ve vzájemných kláních ujala vedení 2–1. Z Wuhan Open ji ve druhé fázi vyřadila Ruska Darja Gavrilovová a na pekingském China Open Chorvatka Petra Martićová, obě hráčky ze čtvrté desítky žebříčku. Na všech třech asijských turnajích postoupila se Sestini Hlaváčkovou do finále čtyřhry. První dvě utkání o titul, na Toray Pan Pacific Open a Wuhan Open, prohrály. Naopak z China Open si odvezly druhou společnou trofej, když ve finále zdolaly kanadsko-čínské turnajové trojky Gabrielu Dabrowskou až v supertiebreaku. 32leté plzeňské rodačky společně odehrály čtrnáctý turnaj a v Pekingu se probojovaly do pátého finále. Na lineckém Upper Austria Ladies Linz skončila ako obhájkyně titulu ve čtvrtfinále po třísetové porážce od Belgičanky Alison Van Uytvanckové z šesté desítky žebříčku. Soupeřka tak srovnala stav vzájemných utkání na 2–2. Posledním turnajem sezóny se stala premiérová účast ve čtyřhře Turnaje mistryň, kde se Sestini Hlaváčkovou odešly poraženy v semifinále proti Krejčíkové se Siniakovou. V pražském finále Fed Cupu pak proti Spojeným státům pomohla bodem z dvouhry s Keninovou k výhře Češek 3:0 na zápasy.
V závěru října se premiérově stala světovou pětkou ve čtyřhře. Na konečném žebříčku dvouhry jí patřila 33. příčka a popáté v řadě ji zakončila jako členka první světové padesátky.

### 2019: Wimbledonská semifinalistka dvouhry a vítězka čtyřhry, světová jednička v deblu
Sezónu rozehrála jako 33. hráčka žebříčku na aucklandském ASB Classic, kde ji ve druhém kole vyřadila americká teenagerka Amanda Anisimovová z konce první světové stovky, jejíž byla nejmladší členkou. Australská túra pokračovala prohrou v úvodu kvalifikace Sydney International s Kazaškou Zarinou Dijasovou. Časný konec na melbournském Australian Open jí přinesla prohra s další reprezentantkou Kazachstánu Julií Putincevovou ve dvou setech. Do prvního čtvrtfinále roku prošla na dauháském Qatar Total Open, když proti Anett Kontaveitové v němž ji vyřadila německá světová šestka Angelique Kerberová až v tiebreaku rozhodující sady. Navazující Dubai Tennis Championships znamenal úvodní porážku od dvacáté šesté ženy klasifikace Carly Suárezové Navarrové, která ztratila jen čtyři gemy. Na březnových událostech z kategorie Premier Mandatory dosáhla jediné výhry, když na BNP Paribas Open 2019 v Indian Wells přehrála švýcarskou kvalifikantku Viktoriji Golubicovou. Následně skončila na raketě světové dvojky Simony Halepové. Na Miami Open utržila první ze tří sezónních porážek od krajanky Markéty Vondroušové.
Antukovou část roku rozehrála na dubnovém Istanbul Cupu, kde postoupila do semifinále po výhrách nad Viktorií Kužmovou, Soranou Cîrsteaovou a kazašskou kvalifikantkou Jelenou Rybakinovou. V něm však nenašla recept opět na Vondroušovou, když na ni uhrála tři hry. Ve čtvrtfinále J&T Banka Prague Open jí odebrala jen tři gemy šestá nasazená Kateřina Siniaková. Mezi poslední čtveřicí však podlehla švýcarské kvalifikantce a sté čtyřicáté šesté v pořadí Jil Teichmannové, na níž uhrála také pouze tři hry. Na Mutua Madrid Open, Internazionali BNL d'Italia a French Open nepřešla brány úvodních kol, když ji postupně vyřadily Kristina Mladenovicová, Vondroušová a Samantha Stosurová.
Na travnatém Nature Valley Classic v Birminghamu se probojovala do třetího semifinále sezóny po zdolání Kristýny Plíškové z druhé světové stovky. Dvousetovou porážku jí v něm přivodila světová dvojka Ashleigh Bartyová. Navazující Nature Valley International v Eastbourne opustila po skreči v úvodu druhé sady prvního kola slovinské kvalifikantce Poloně Hercogové pro zranění levé Achillovy šlachy.

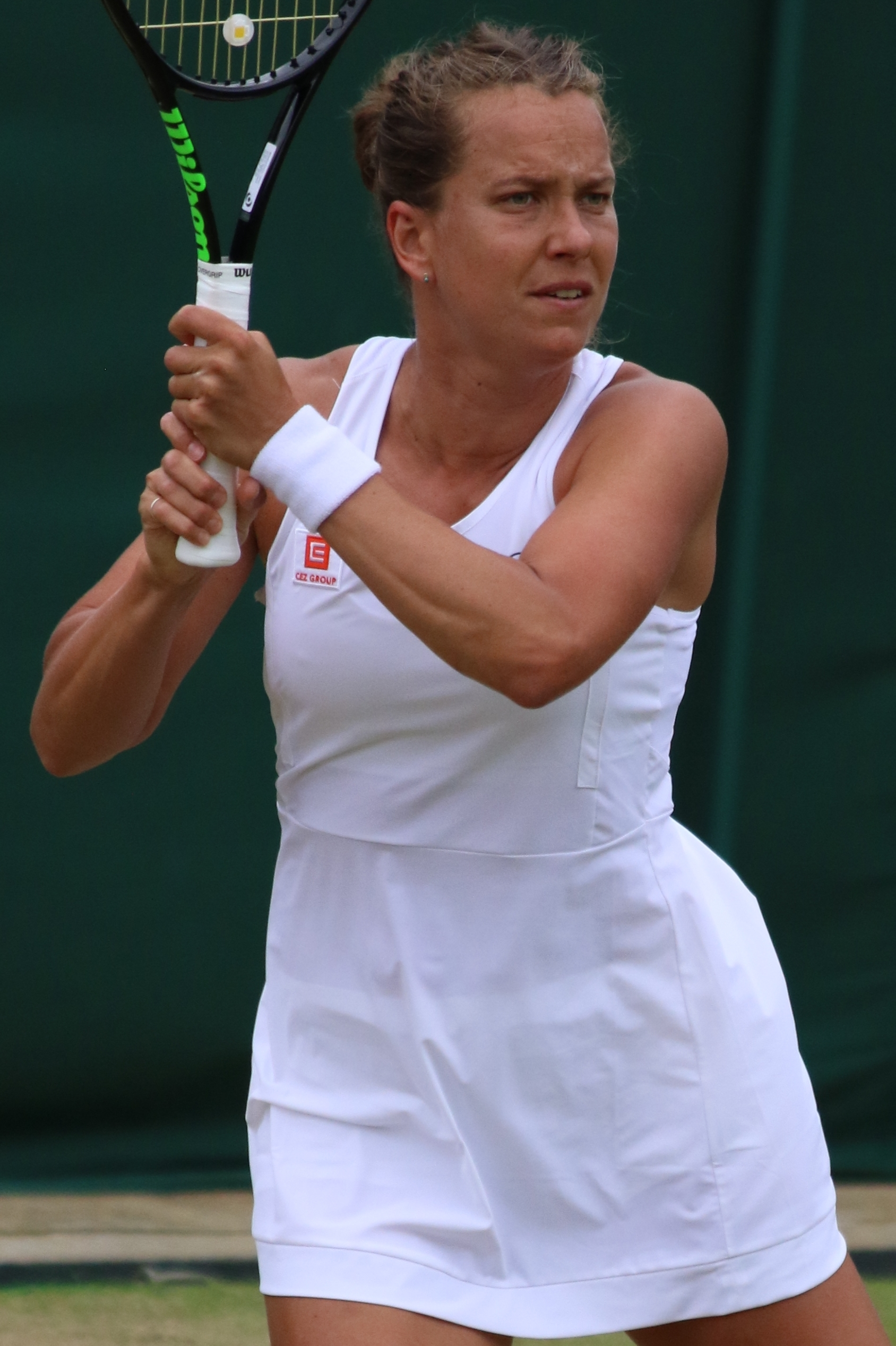
Nejlepší grandslam kariéry odehrála ve Wimbledonu. Ve dvouhře poprvé postoupila do semifinále majoru a ve čtyřhře získala se Sie Šu-wej první grandslamovou trofej, která ji posunula do čela světového žebříčku.

Do svého padesátého třetího grandslamu kariéry, londýnského Wimbledonu, přijížděla jako padesátá čtvrtá hráčka světa. Ve 33 letech se v All England Clubu stala nejstarší grandslamovou debutantkou v semifinále dvouhry. V úvodních třech kolech proti Ukrajince Lesje Curenkové, Němce Lauře Siegemundové a nizozemské světové čtyřce Kiki Bertensové neztratila žádnou sadu. V osmifinále s dvacátou první nasazenou Belgičankou Elise Mertensovou se však ocitla na prahu vyřazení, když přišla o úvodní dějství a ve druhém prohrávala již 2–5 na gemy. Od daného stavu však získala 11 ze zbylých 13 her. Postupem mezi poslední osmičku vyrovnala grandslamové maximum z Wimbledonu 2014. Favorizovaná světová osmnáctka Johanna Kontaová ze Spojeného království se v první sadě čtvrtfinále ujala vedení 4–1 na gemy. Nakonec však set Britka ztratila ve zkrácené hře. Ve druhém setu již Strýcová ovládla dění na dvorci a soupeřce dovolila uhrát jediný gem. V semifinále ji však hladce vyřadila 37letá světová desítka Serena Williamsová. V duelu trvajícím 59 minut ztratila Američanka jen tři gemy a navýšila aktivní poměr vzájemných zápasů na 4–0.
Ve wimbledonské čtyřhře 2019 vytvořila s Tchajwankou Sie Šu-wej třetí nasazenou dvojici. Ve čtvrtfinále si poradily s Mertensovou a Sabalenkovou a mezi poslední čtveřicí párů vyřadily nejvýše nasazené Babosovou s Mladenovicovou. V boji o titul zdolaly kanadsko-čínské turnajové čtyřky Gabrielu Dabrowskou se Sü I-fan ve dvou sadách. Soutěží prošly bez ztráty setu jako první dvojice od sester Williamsových ve Wimbledonu 2009. Sérii neporazitelnosti prodloužily na jedenáct utkání, když navázaly na triumf z červnového Birminghamu. Z premiérového kariérního finále grandslamu mezi ženami si připsala první trofej v rámci turnajů velké čtyřky. Bodový zisk ji poprvé posunul do čela deblového žebříčku WTA. Stala se tak sedmou českou hráčkou na vrcholu světové klasifikace.
Sérii tří porážek v prvních kolech zaznamenala na letních amerických betonech, když ji postupně na cincinnatském Western & Southern Open, debutovém ročníku Bronx Open i grandslamovém US Open vyřadily Ruska Darja Kasatkinová po proměnění šestého mečbolu, Američanka Bernarda Peraová a nakonec španělská světová stovka Aliona Bolsovová. Šňůru prolomila až výhrou nad Číňankou Wang Si-jü na zářijovém Wuhan Open, aby ve druhém kole skončila na raketě světové šestky Halepové. Rumunka navýšila poměr vzájemných duelů na 6–0. Poté nezvládla otevírací střetnutí pekingského China Open proti Venus Williamsové, přestože šla za stavu gemů 5–3 v rozhodujícím setu podávat na vítězství. Američanka tak vyhrála i páté vzájemné utkání. Shodný scénář prožila po návratu do Evropy, když na úvod lineckého Upper Austria Ladies Linz podlehla Francouzce Alizé Cornetové. Ve druhé polovině října zahájila druhé období na čele světového žebříčku ve čtyřhře, kde vystřídala Mladenovicovou. Na závěrečném Turnaji mistryň vyhrála se Sieovou purpurovou skupinu čtyřhry. Po semifinálovém vítězství však v boji o titul nestačily na Babosovou s Mladenovicovou. Již postupem do finále si zajistila zakončení sezóny na pozici světové jedničky.

### 2020: Deblové trofeje z Brisbane, Dubaje, Dauhá a Říma
Do sezóny vstoupila na Brisbane International, kde na úvod vyřadila dvanáctou hráčku klasifikace Johannu Kontaovou ve třech sadách. Poté ji však poprvé v kariéře zastavila americká devatenáctá žena pořadí Alison Riskeová. Na premiérovém ročníku Adelaide International utržila dvousetovou porážku od světové sedmdesátky a kvalifikantky Bernardy Peraové ze Spojených států. Úvodní duel rovněž nezvládla na Australian Open, kde ji vyřadila ještě o čtyři příčky níže figurující Rumunka Sorana Cîrsteaová. Únorový Dubai Tennis Championships znamenal výhru nad americkou teenagerkou Amandou Anisimovovou a následnou prohru od osmé nasazené Chorvatky Petry Martićové. O týden později porážku chorvatské hráčce oplatila v úvodním kole Qatar Total Open. Ve druhé fázi proti Lotyšce Jeļeně Ostapenkové však uhrála jen tři gemy.
Na prvních čtyřech turnajích sezóny postoupila se stabilní spoluhráčkou Sie Šu-wej vždy do finále čtyřhry. Tituly si odvezly z Brisbane International, kde ve finále odvrátily mečbol, Dubai Tennis Championships a Qatar Total Open. Oba turnaje na Arabském poloostrově v Dauhá a Dubaji vyhrály během jedné sezóny v předchozí historii pouze Lisa Raymondová s Liezel Huberovou v roce 2012. Na grandslamovém Australian Open skončily jako poražené finalistky, když v duelu s Babosovou a Mladenovicovou vyhrály jen tři hry. Po pětiměsíčním přerušení sezóny pro pandemii koronaviru se na okruh vrátila srpnovým Prague Open, kde ji na úvod vyřadila Španělka Sara Sorribesová Tormová. V pražské čtyřhře vytvořila pár s další úřadující wimbledonskou šampionkou Simonou Halepovou. V prvním kole však rumunsko-česká dvojice nestačila na Rusky Veroniku Kuděrmetovovou a Anastasiji Pavljučenkovovou, když v rozhodujícím supertiebreaku ztratila vedení míčů 7:2. Kvůli pokračující pandemii covidu-19 neodletěla do Spojených států, kde proběhlo newyorské US Open a startovala až na navazujícím Internazionali BNL d'Italia v Římě. Po výhře nad Kuděrmetovovou ji ve druhé fázi zastavila obhájkyně trofeje a světová čtyřka Karolína Plíšková. Do římského deblu nastoupila se Sieovou. Soutěží prošly bez ztráty setu. Ve finále zdolaly německo-rumunskou dvojici Anna-Lena Friedsamová a Ioana Raluca Olaruová po dvousetovém průběhu. Od ledna 2020 tak ovládly čtvrtý z pěti společně odehraných turnajů.

### 2023: Druhý wimbledonský titul ze čtyřhry v rozlučkové sezóně
Po deklarovaném ukončení kariéry v květnu 2021 pro těhotenství, oznámila v březnu 2023 návrat na okruh v rozlučkové sezóně za využití chráněného žebříčku. Prvním turnajem, do nějž zasáhla, se stal dubnový Mutua Madrid Open z kategorie WTA 1000. Na úvod dvouhry ji vyřadila italská světová padesátka Elisabetta Cocciarettová. Po ztrátě první sady se do druhé vrátila ze stavu her 2–5. Odvráceným mečbolem ve dvanácté hře dovedla utkání do tiebreaku, v němž Italka využila čtvrtou příležitost k ukončení zápasu. Deblové soutěže plánovala odehrát s Tchajwankou Sie Šu-wej. Ve čtvrtfinále madridské čtyřhry nestačily na kanadsko-americký pár Leylah Fernandezová a Taylor Townsendová. Následně prohrály úvodní kola v Římě i Birminghamu. Na římské antuce Internazionali BNL d'Italia dosáhla první singlové výhry po více než dvou a půl letech – od zářijového French Open 2020 –, když vyřadila oděskou rodačku reprezentující Belgii Marynu Zanevskou z osmé světové desítky. Ve druhém kole však na stadionu Nicoly Pietrangeliho získala jen čtyři gamy proti osmé hráčce klasifikace Marii Sakkariové z Řecka.

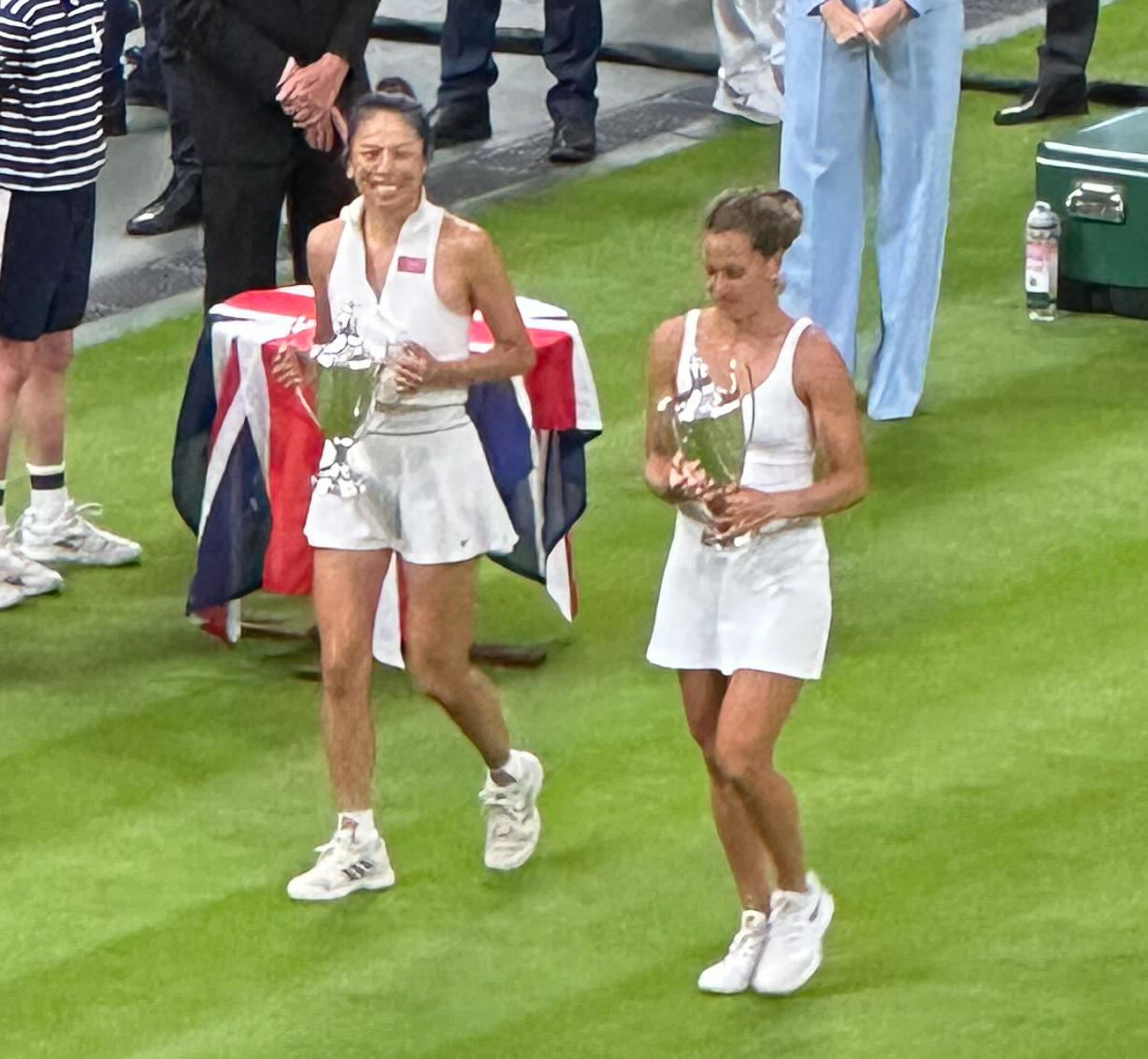
Sie Šu-wej a Barbora Strýcová s poháry pro vítězky wimbledonské čtyřhry 2023

Travnatou sezónu zahájila časnou porážkou na Rothesay Classic Birmingham od polské kvalifikantky Magdaleny Fręchové, figurující na sedmdesáté druhé příčce. Úvodní sadu ztratila i přesto, že v ní podávala za stavu 5–3 na vítězství a neproměnila šest setbolů. Přes prohru v kvalifikačním kole navazujícího Rothesay International Eastbourne s Američankou Madison Brengleovou, prošla do hlavní soutěže jako šťastná poražená po odhlášení Kvitové. V první fázi turnaje prohrála s čerstvou šampionkou z Birminghamu, světovou sedmáctkou Jeļenou Ostapenkovou, ačkoli vstoupila do zápasu vedením 3–1. Ve druhém setu přišla třikrát o podání a Lotyška proměnila čtvrtý mečbol. Také s eastbournskou čtyřhrou se po boku Martincové rozloučila v úvodním kole. Návrat do Wimbledonu zvládla druhou sezónní výhrou nad Zanevskou. Průběh druhé sady otočila šňůrou pěti gamů ze stavu 2–5 a následném odvráceném setbolu. Poté však nenašla recept na polskou členku světové třicítky Magdu Linetteovou, která o postupu rozhodla až ve třetím dějství. Při páté wimbledonské účasti ve smíšené soutěži skončila s Mexičanem Santiagem Gonzálezem v úvodním kole. Z wimbledonské čtyřhry si naopak se Sieovou odvezly druhý společný grandslamový titul, jímž navázaly na triumf z roku 2019. V šesti utkáních ztratily jen jeden set, ve druhém kole s Jekatěrinou Alexandrovovou a Jang Čao-süan. Finále vyhrály nad třetí nasazenou, australsko-belgickou dvojici Storm Hunterová a Elise Mertensová, po dvousetovém průběhu. Na okruhu WTA Tour získaly desátou párovou trofej. Obě 37leté šampionky se staly součtem věků 74 let nejstarší dvojicí, která vyhrála grandslamovou čtyřhru. Překonaly tím věkový rekord 35leté Huberové a 38leté Raymondové z US Open 2011, jimž bylo v součtu 73 let.

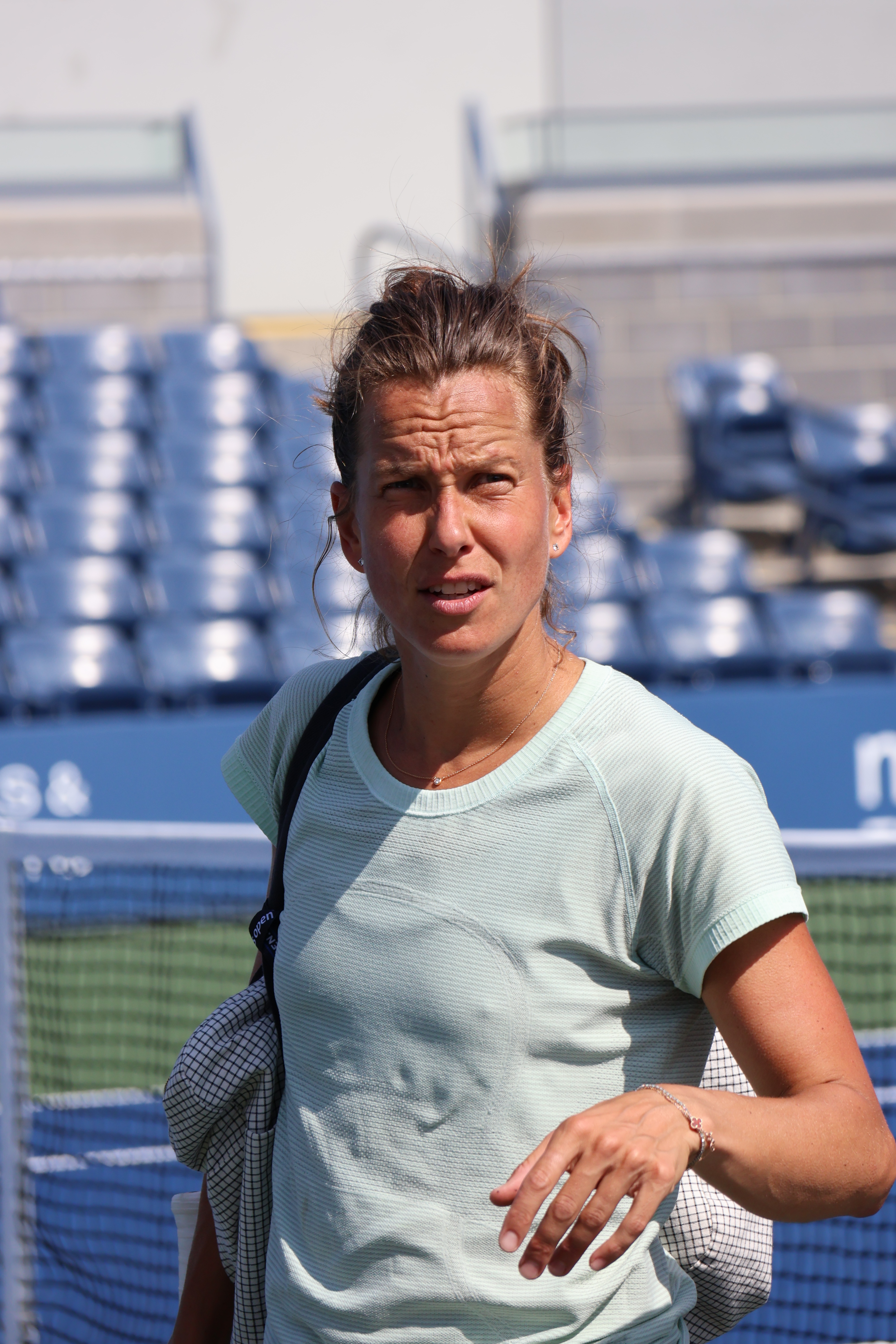
Kariéru uzavřela na US Open

Závěrečný turnaj na českém území odehrála na srpnovém Livesport Prague Open, probíhajícím na dvorcích domovské Sparty Prahy. V prvním kole nestačila na šťastnou poraženou Indku Ankitu Rainovou z konce druhé světové stovky, přestože získala úvodní set. Kariéru uzavřela na zářijovém US Open, kde odehrála všechny soutěže. Ve dvouhře ji na úvod vyřadila o rok starší estonská veteránka Kaia Kanepiová. Do čtyřhry nastoupila s úřadující wimbledonskou vítězkou Markétou Vondroušovou, když spoluhráčka Sie usilovala o účast na deblovém Turnaji mistryň v páru s Wang Sin-jü. Ve druhé fázi vyřadily obhájkyně titulu a první světovou dvojici Krejčíková a Siniaková. Před třetím kolem však z turnaje odstoupily pro pokračující účast Vondroušové v singlu, která se potýkala s bolestí v lokti herní ruky. Posledním utkáním profesionální dráhy se stalo čtvrtfinále smíšené soutěže, v němž s Mexičanem Santiagem Gonzálezem nestačili na Chorvata Paviće s Japonkou Šibaharaovou.

## Trenérské vedení
V minulosti ji trénovali Francouz Jerome Adamec či Jan Havel, kterého nahradil Němec Jakub Herm-Záhlava, za něhož se provdala. Mezi červencem 2015 a závěrem roku 2017 tuto roli plnil Tomáš Krupa a v sezónách 2018–2019 ji koučoval David Kotyza.

## Soukromý život
V letech 2006–2015 byla vdaná za německého tenisového trenéra Jakuba Herma-Záhlavu, bratrance tenistky Sandry Záhlavové. V době manželství i po jeho skončení používala dvojité příjmení Záhlavová Strýcová.
V období 2014–2018 byl jejím partnerem zpěvák David Kraus. Na podzim roku 2018 navázala vztah s novinářem Petrem Matějčkem, zastávajícím pozici šéfredaktora české mutace časopisu Elle. Dne 30. září 2021 se jim narodil syn Vincent a 12. května 2024 dcera Josefína.
Tenisově ji nejvíce ovlivnila Steffi Grafová pro její elegantní styl, psychickou odolnost a neprojevování emocí na dvorci.

### Dopingová aféra
V říjnu 2012 byla pozitivně testována na lucemburském turnaji BGL Luxembourg Open, když byl v moči detekován nepovolený stimulant sibutramin. Tenistka následně vědomé užití popřela, což vzala na vědomí Mezinárodní tenisová federace (ITF), která jí za doping vyměřila zákaz startu na dobu šesti měsíců, počínaje 16. říjnem 2012. Kratší délka trestu byla udělena poté, co ITF akceptovala obhajobu tenistky, že zakázané stimulans přijala ústy v prášcích Acai Berry Thin. Antioxidant podporující hubnutí užívala, protože se „necítila být štíhlá“.
Po lucemburské události ještě nastoupila k turnaji okruhu ITF v Ismaningu. Z obou akcí vrátila finanční odměny. Po návratu do profesionálního tenisu vyhrála první titul na květnovém turnaji Empire Slovak Open 2013 z okruhu ITF ve slovenské Trnavě, jehož dotace činila 75 000 dolarů. Ve finále si poradila s italskou hráčkou Karin Knappovou.

## Finále na Grand Slamu

### Ženská čtyřhra: 3 (2–1)
| Stav       | rok  | turnaj          | povrch | spoluhráčka | soupeřky ve finále                    | výsledek |
| ---------- | ---- | --------------- | ------ | ----------- | ------------------------------------- | -------- |
| Vítězka    | 2019 | Wimbledon       | tráva  | Sie Šu-wej  | Sü I-fan Gabriela Dabrowská           | 6–2, 6–4 |
| Finalistka | 2020 | Australian Open | tvrdý  | Sie Šu-wej  | Tímea Babosová Kristina Mladenovicová | 2–6, 1–6 |
| Vítězka    | 2023 | Wimbledon (2)   | tráva  | Sie Šu-wej  | Storm Hunterová Elise Mertensová      | 7–5, 6–4 |

## Finále Turnaje mistryň

### Ženská čtyřhra: 1 (0–1)
| Stav       | rok  | turnaj        | povrch    | spoluhráčka | soupeřky ve finále                    | výsledek |
| ---------- | ---- | ------------- | --------- | ----------- | ------------------------------------- | -------- |
| Finalistka | 2019 | Šen-čen, Čína | tvrdý (h) | Sie Šu-wej  | Tímea Babosová Kristina Mladenovicová | 1–6, 3–6 |

## Finále na okruhu WTA
| Legenda                                           |
| ------------------------------------------------- |
| D – dvouhra; Č – čtyřhra                          |
| Grand Slam (2–1 Č)                                |
| Turnaj mistryň (0–1 Č)                            |
| Tier I / Premier Mandatory & Premier 5 (8–4 Č)    |
| Tier II / Premier (0–3 D; 10–2 Č)                 |
| Tier III, IV & V / International (2–3 D; 12–11 Č) |

### Dvouhra: 8 (2–6)
| Stav       | č. | datum             | turnaj                         | povrch    | soupeřka ve finále   | výsledek      |
| ---------- | -- | ----------------- | ------------------------------ | --------- | -------------------- | ------------- |
| Finalistka | 1. | 18. července 2010 | Praha, Česko                   | antuka    | Ágnes Szávayová      | 6–2, 1–6, 6–2 |
| Vítězka    | 1. | 18. září 2011     | Quebec, Kanada                 | tvrdý     | Marina Erakovicová   | 4–6, 6–1, 6–0 |
| Finalistka | 2. | 15. července 2012 | Palermo, Itálie                | antuka    | Sara Erraniová       | 6–1, 6–3      |
| Finalistka | 3. | 15. června 2014   | Birmingham, Spojené království | tráva     | Ana Ivanovićová      | 3–6, 2–6      |
| Finalistka | 4. | 13. října 2014    | Lucemburk, Lucembursko         | tvrdý (h) | Annika Becková       | 2–6, 1–6      |
| Finalistka | 5. | 20. února 2016    | Dubaj, Spojené arabské emiráty | tvrdý     | Sara Erraniová       | 0–6, 2–6      |
| Finalistka | 6. | 19. června 2016   | Birmingham, Spojené království | tráva     | Madison Keysová      | 3–6, 4–6      |
| Vítězka    | 2. | 15. října 2017    | Linec, Rakousko                | tvrdý (h) | Magdaléna Rybáriková | 6–4, 6–1      |

### Čtyřhra: 51 (32–19)
| Stav       | č.  | datum             | turnaj                                    | povrch    | spoluhráčka               | finalistky                                         | výsledek               |
| ---------- | --- | ----------------- | ----------------------------------------- | --------- | ------------------------- | -------------------------------------------------- | ---------------------- |
| Finalistka | 1.  | 20. února 2005    | Bogotá, Kolumbie                          | antuka    | Ľubomíra Kurhajcová       | Emmanuelle Gagliardiová Tina Pisniková             | 6–4, 6–3               |
| Vítězka    | 1.  | 1. května 2005    | Varšava, Polsko                           | antuk     | Tatiana Perebijnisová     | Klaudia Jansová Alicja Rosolská                    | 6–1, 6–4               |
| Vítězka    | 2.  | 8. května 2005    | Rabat, Maroko                             | antuka    | Émilie Loitová            | Lourdes Domínguez Linová Nuria Llagostera Vivesová | 3–6, 7–6, 7–5          |
| Finalistka | 2.  | 15. května 2005   | Praha, Česko                              | antuka    | Jelena Kostanićová        | Nicole Prattová Émilie Loitová                     | 7–6(8–6), 4–6, 4–6     |
| Finalistka | 3.  | 2. ledna 2006     | Auckland, Nový Zéland                     | tvrdý     | Émilie Loitová            | Jelena Lichovcevová Věra Zvonarevová               | 3–6, 4–6               |
| Finalistka | 4.  | 6. ledna 2008     | Auckland, Nový Zéland (2)                 | tvrdý     | Martina Müllerová         | Lilia Osterlohová Maria Korytcevová                | 3–6, 4–6               |
| Vítězka    | 3.  | 3. srpna 2008     | Stockholm, Švédsko                        | tvrdý     | Iveta Benešová            | Petra Cetkovská Lucie Šafářová                     | 7-5, 6–4               |
| Finalistka | 5.  | 2. března 2009    | Monterrey, Mexiko                         | tvrdý     | Iveta Benešová            | Nathalie Dechyová Mara Santangelová                | 3–6, 4–6               |
| Finalistka | 6.  | 13. července 2009 | Praha, Česko (2)                          | antuka    | Iveta Benešová            | Kateryna Bondarenková Aljona Bondarenková          | 1–6, 2–6               |
| Vítězka    | 4.  | 14. září 2009     | Québec, Kanada                            | tvrdý     | Vania Kingová             | Sofia Arvidssonová Séverine Brémondová             | 6–1, 6–3               |
| Vítězka    | 5.  | 25. října 2009    | Lucemburk, Lucembursko                    | tvrdý (h) | Iveta Benešová            | Vladimíra Uhlířová Renata Voráčová                 | 6–1, 0–6, [10–7]       |
| Vítězka    | 6.  | 14. února 2010    | Paříž, Francie                            | tvrdý (h) | Iveta Benešová            | Cara Blacková Liezel Huberová                      | bez boje               |
| Vítězka    | 7.  | 28. února 2010    | Acapulco, Mexiko                          | antuka    | Polona Hercogová          | Sara Erraniová Roberta Vinciová                    | 2–6, 6–1, [10–2]       |
| Vítězka    | 8.  | 7. března 2010    | Monterrey, Mexiko                         | tvrdý     | Iveta Benešová            | Anna-Lena Grönefeldová Vania Kingová               | 3–6, 6-4, [10–8]       |
| Finalistka | 7.  | 10. července 2010 | Båstad, Švédsko                           | antuka    | Renata Voráčová           | Gisela Dulková Flavia Pennettaová                  | 6–7(0–7), 0–6          |
| Finalistka | 8.  | 19. září 2010     | Québec, Kanada                            | tvrdý     | Bethanie Mattek-Sandsová  | Sofia Arvidssonová Johanna Larssonová              | 1–6, 6–2, 6–10         |
| Vítězka    | 9.  | 2. října 2010     | Tokio, Japonsko                           | tvrdý     | Iveta Benešová            | Šachar Pe'erová Pcheng Šuaj                        | 6–4, 4–6, [10–8]       |
| Vítězka    | 10. | 7. října 2010     | Linec, Rakousko                           | tvrdý (h) | Renata Voráčová           | Květa Peschkeová Katarina Srebotniková             | 7–5, 7–6(8–6)          |
| Finalistka | 9.  | 24. října 2010    | Lucemburk, Lucembursko                    | tvrdý (h) | Iveta Benešová            | Timea Bacsinszká Tathiana Garbinová                | 4–6, 4–6               |
| Vítězka    | 11. | 14. ledna 2011    | Sydney, Austrálie                         | tvrdý     | Iveta Benešová            | Květa Peschkeová Katarina Srebotniková             | 4–6, 6–4, [10–7]       |
| Vítězka    | 12. | 6. března 2011    | Monterrey, Mexiko (2)                     | tvrdý     | Iveta Benešová            | Anna-Lena Grönefeldová Vania Kingová               | 6–7(8–10), 6–2, [10–6] |
| Vítězka    | 13. | 1. května 2011    | Barcelona, Španělsko                      | antuka    | Iveta Benešová            | Natalie Grandinová Vladimíra Uhlířová              | 5–7, 6–4, [11–9]       |
| Vítězka    | 14. | 18. června 2011   | 's-Hertogenbosch, Nizozemsko              | tráva     | Klára Zakopalová          | Dominika Cibulková Flavia Pennettaová              | 1–6, 6–4, [10–7]       |
| Vítězka    | 15. | 25. října 2011    | Lucemburk, Lucembursko (2)                | tvrdý (h) | Iveta Benešová            | Lucie Hradecká Jekatěrina Makarovová               | 7–5, 6–3               |
| Vítězka    | 16. | 29. dubna 2012    | Stuttgart, Německo                        | antuka    | Iveta Benešová            | Julia Görgesová Anna-Lena Grönefeldová             | 6–4, 7–5               |
| Vítězka    | 17. | 14. července 2012 | Palermo, Itálie                           | antuka    | Renata Voráčová           | Darija Juraková Katalin Marosiová                  | 7–6(7–5), 6–4          |
| Finalistka | 10. | 14. října 2012    | Linec, Rakousko                           | tvrdý (h) | Julia Görgesová           | Anna-Lena Grönefeldová Květa Peschkeová            | 3–6, 4–6               |
| Finalistka | 11. | 9. ledna 2016     | Auckland, Nový Zéland (3)                 | tvrdý     | Danka Kovinićová          | An-Sophie Mestachová Elise Mertensová              | 6–2, 3–6, [5–10]       |
| Vítězka    | 18. | 19. června 2016   | Birmingham, Spojené království            | tráva     | Karolína Plíšková         | Vania Kingová Alla Kudrjavcevová                   | 6–3, 7–6(7–1)          |
| Vítězka    | 19. | 21. srpna 2016    | Cincinnati, Spojené státy                 | tvrdý     | Sania Mirzaová            | Martina Hingisová Coco Vandewegheová               | 7–5, 6–4               |
| Vítězka    | 20. | 24. září 2016     | Tokio, Japonsko                           | tvrdý     | Sania Mirzaová            | Liang Čchen Jang Čao-süan                          | 6–1, 6–1               |
| Finalistka | 12. | 1. října 2016     | Wu-chan, Čína                             | tvrdý     | Sania Mirzaová            | Bethanie Matteková-Sandsová Lucie Šafářová         | 1–6, 4–6               |
| Finalistka | 13. | 13. ledna 2017    | Sydney, Austrálie                         | tvrdý     | Sania Mirzaová            | Tímea Babosová Anastasija Pavljučenkovová          | 4–6, 4–6               |
| Finalistka | 14. | 2. dubna 2017     | Miami, Spojené státy                      | tvrdý     | Sania Mirzaová            | Gabriela Dabrowská Sü I-fan                        | 4–6, 3–6               |
| Vítězka    | 21. | 16. března 2018   | Indian Wells, Spojené státy               | tvrdý     | Sie Šu-wej                | Jekatěrina Makarovová Jelena Vesninová             | 6–4, 6–4               |
| Finalistka | 15. | 20. května 2018   | Řím, Itálie                               | antuka    | Andrea Sestini Hlaváčková | Ashleigh Bartyová Demi Schuursová                  | 3–6, 4–6               |
| Vítězka    | 22. | 25. srpna 2018    | New Haven, Spojené státy                  | tvrdý     | Andrea Sestini Hlaváčková | Sie Šu-wej Laura Siegemundová                      | 6–4, 6–7(7–9), [10–4]  |
| Finalistka | 16. | 23. září 2018     | Tokio, Japonsko                           | tvrdý (h) | Andrea Sestini Hlaváčková | Miju Katová Makoto Ninomijová                      | 4–6, 4–6               |
| Finalistka | 17. | 29. září 2018     | Wu-chan, Čína                             | tvrdý     | Andrea Sestini Hlaváčková | Elise Mertensová Demi Schuursová                   | 3–6, 3–6               |
| Vítězka    | 23. | 7. října 2018     | Peking, Čína                              | tvrdý     | Andrea Sestini Hlaváčková | Gabriela Dabrowská Sü I-fan                        | 4–6, 6–4, [10–8]       |
| Vítězka    | 24. | 23. února 2019    | Dubaj, Spojené arabské emiráty            | tvrdý     | Sie Šu-wej                | Lucie Hradecká Jekatěrina Makarovová               | 6–4, 6–4               |
| Vítězka    | 25. | 11. května 2019   | Madrid, Španělsko                         | antuka    | Sie Šu-wej                | Gabriela Dabrowská Sü I-fan                        | 6–3, 6–1               |
| Vítězka    | 26. | 23. června 2019   | Birmingham, Spojené království            | tráva     | Sie Šu-wej                | Anna-Lena Grönefeldová Demi Schuursová             | 6–4, 6–7(4–7), [10–8]  |
| Vítězka    | 27. | 14. července 2019 | Wimbledon, Londýn, Spojené království     | tráva     | Sie Šu-wej                | Gabriela Dabrowská Sü I-fan                        | 6–2, 6–4               |
| Finalistka | 18. | 3. listopadu 2019 | Turnaj mistryň, Šen-čen, Čína             | tvrdý (h) | Sie Šu-wej                | Tímea Babosová Kristina Mladenovicová              | 1–6, 3–6               |
| Vítězka    | 28. | 12. ledna 2020    | Brisbane, Austrálie                       | tvrdý     | Sie Šu-wej                | Ashleigh Bartyová Kiki Bertensová                  | 3–6, 7–6(9–7), [10–8]  |
| Finalistka | 19. | 31. ledna 2020    | Australian Open, Melbourne, Austrálie     | tvrdý     | Sie Šu-wej                | Tímea Babosová Kristina Mladenovicová              | 2–6, 1–6               |
| Vítězka    | 29. | 22. února 2020    | Dubaj, Spojené arabské emiráty (2)        | tvrdý     | Sie Šu-wej                | Barbora Krejčíková Čeng Saj-saj                    | 7–5, 3–6, [10–5]       |
| Vítězka    | 30. | 28. února 2020    | Dauhá, Katar                              | tvrdý     | Sie Šu-wej                | Gabriela Dabrowská Jeļena Ostapenková              | 6–2, 5–7, [10–2]       |
| Vítězka    | 31. | 20. září 2020     | Řím, Itálie                               | antuka    | Sie Šu-wej                | Anna-Lena Friedsamová Ioana Raluca Olaruová        | 6–2, 6–2               |
| Vítězka    | 32. | 16. července 2023 | Wimbledon, Londýn, Spojené království (2) | tráva     | Sie Šu-wej                | Storm Hunterová Elise Mertensová                   | 7–5, 6–4               |

## Zápasy o olympijské medaile

### Ženská čtyřhra: 1 (1 bronz)
| Medaile | č. | datum          | turnaj                   | povrch | spoluhráčka    | soupeřky v zápase o medaili      | výsledek |
| ------- | -- | -------------- | ------------------------ | ------ | -------------- | -------------------------------- | -------- |
| Bronz   | 1. | 13. srpna 2016 | Rio de Janeiro, Brazílie | tvrdý  | Lucie Šafářová | Andrea Hlaváčková Lucie Hradecká | 7–5, 6–1 |

## Finále soutěží družstev: 3 (3–0)
| Výsledek | č. | datum a místo konání                                                       | spoluhráčky                                         | soupeřky                                                                           | skóre        | zdroj   |
| -------- | -- | -------------------------------------------------------------------------- | --------------------------------------------------- | ---------------------------------------------------------------------------------- | ------------ | ------- |
| Vítězka  | 1. | Fed Cup 2015 14.–15. listopadu 2015 Praha, Česko tvrdý, O2 arena           | Petra Kvitová Lucie Šafářová Karolína Plíšková      | Rusko                                                                              | 3–2 (detail) | [ 106 ] |
| Vítězka  | 1. | Fed Cup 2015 14.–15. listopadu 2015 Praha, Česko tvrdý, O2 arena           | Petra Kvitová Lucie Šafářová Karolína Plíšková      | Maria Šarapovová Jekatěrina Makarovová Anastasija Pavljučenkovová Jelena Vesninová | 3–2 (detail) | [ 106 ] |
| Vítězka  | 2. | Fed Cup 2016 12.–13. listopadu 2016 Štrasburk, Francie tvrdý, Rhénus Sport | Karolína Plíšková Petra Kvitová Lucie Hradecká      | Francie                                                                            | 3–2 (detail) | [ 107 ] |
| Vítězka  | 2. | Fed Cup 2016 12.–13. listopadu 2016 Štrasburk, Francie tvrdý, Rhénus Sport | Karolína Plíšková Petra Kvitová Lucie Hradecká      | Caroline Garciaová Kristina Mladenovicová Alizé Cornetová Pauline Parmentierová    | 3–2 (detail) | [ 107 ] |
| Vítězka  | 3. | Fed Cup 2018 10.–11. listopadu 2018 Praha, Česko tvrdý, O2 arena           | Petra Kvitová Kateřina Siniaková Barbora Krejčíková | Spojené státy                                                                      | 3–0 (detail) | [ 108 ] |
| Vítězka  | 3. | Fed Cup 2018 10.–11. listopadu 2018 Praha, Česko tvrdý, O2 arena           | Petra Kvitová Kateřina Siniaková Barbora Krejčíková | Danielle Collinsová Sofia Keninová Alison Riskeová Nicole Melicharová              | 3–0 (detail) | [ 108 ] |

## Finále juniorky na Grand Slamu

### Dvouhra juniorek: 3 (2–1)
| Stav       | rok  | turnaj              | povrch | soupeřka ve finále   | výsledek      |
| ---------- | ---- | ------------------- | ------ | -------------------- | ------------- |
| Vítězka    | 2002 | Australian Open     | tvrdý  | Maria Šarapovová     | 6–0, 7–5      |
| Finalistka | 2002 | US Open             | tvrdý  | Maria Kirilenková    | 4–6, 4–6      |
| Vítězka    | 2003 | Australian Open (2) | tvrdý  | Viktorija Kutuzovová | 0–6, 6–2, 6–2 |

### Čtyřhra juniorek: 4 (3–1)
| Stav       | rok  | turnaj          | povrch | spoluhráčka            | soupeřky ve finále                      | výsledek           |
| ---------- | ---- | --------------- | ------ | ---------------------- | --------------------------------------- | ------------------ |
| Vítězka    | 2001 | Australian Open | tvrdý  | Petra Cetkovská        | Anna Bastrikovová Světlana Kuzněcovová  | 7–6(7–3), 1–6, 6–4 |
| Vítězka    | 2002 | French Open     | antuka | Anna-Lena Grönefeldová | Sie Šu-wej Světlana Kuzněcovová         | 7–5, 7–5           |
| Vítězka    | 2002 | Wimbledon       | tráva  | Elke Clijstersová      | Allison Bakerová Anna-Lena Grönefeldová | 6–4, 5–7, 8–6      |
| Finalistka | 2003 | Australian Open | tvrdý  | Petra Cetkovská        | Casey Dellacquová Adriana Sziliová      | 3–6, 4–4skreč      |

## Vítězství nad hráčkami Top 10
Přehled
| Sezóna    | 2014 | 2015 | 2016 | 2017 | 2018 | 2019 | Celkem |
| --------- | ---- | ---- | ---- | ---- | ---- | ---- | ------ |
| Vítězství | 1    | 3    | 2    | 2    | 1    | 1    | 10     |

Vítězství
| Č.   | hráčka              | WTA | turnaj                                                | povrch | fáze    | skóre                        | Strýcová |
| ---- | ------------------- | --- | ----------------------------------------------------- | ------ | ------- | ---------------------------- | -------- |
| 2014 |                     |     |                                                       |        |         |                              |          |
| 1.   | Li Na               | 2   | Wimbledon, Londýn, Spojené království                 | tráva  | 3. kolo | 7–6(7–5), 7–6(7–5)           | 43.      |
| 2015 |                     |     |                                                       |        |         |                              |          |
| 2.   | Caroline Wozniacká  | 8   | Sydney International, Sydney, Austrálie               | tvrdý  | 1. kolo | 6–4, 1–1skreč                | 25.      |
| 3.   | Eugenie Bouchardová | 6.  | Mutua Madrid Open, Madrid, Španělsko                  | antuka | 1. kolo | 0–6, 6–3, 6–3                | 22.      |
| 4.   | Maria Šarapovová    | 3.  | Wuhan Open, Wu-chan, Čína                             | tvrdý  | 2. kolo | 6–7(1–7), 7–6(7–4), 1–2skreč | 41.      |
| 2016 |                     |     |                                                       |        |         |                              |          |
| 5.   | Garbiñe Muguruzaová | 3.  | Australian Open, Melbourne, Austrálie                 | tvrdý  | 3. kolo | 6–3, 6–2                     | 48.      |
| 6.   | Angelique Kerberová | 3.  | Mutua Madrid Open, Madrid, Španělsko                  | antuka | 1. kolo | 6–4, 6–2                     | 33.      |
| 2017 |                     |     |                                                       |        |         |                              |          |
| 7.   | Johanna Kontaová    | 7.  | Pan Pacific Open, Tokio, Japonsko                     | tvrdý  | 2. kolo | 7–5, 7–6(7–5)                | 25.      |
| 8.   | Garbiñe Muguruzaová | 1.  | China Open, Peking, Čína                              | tvrdý  | 1. kolo | 6–1, 2–0skreč                | 29.      |
| 2018 |                     |     |                                                       |        |         |                              |          |
| 9.   | Garbiñe Muguruzaová | 3.  | Nature Valley Classic, Birmingham, Spojené království | tráva  | 2. kolo | 6–2, 6–4                     | 24.      |
| 2019 |                     |     |                                                       |        |         |                              |          |
| 10.  | Kiki Bertensová     | 4.  | Wimbledon, Londýn, Spojené království                 | tráva  | 3. kolo | 7–5, 6–1                     | 54.      |

## Chronologie výsledků na Grand Slamu

### Dvouhra
| Turnaj          | 2003    | 2004    | 2005    | 2006    | 2007    | 2008    | 2009    | 2010    | 2011    | 2012    | 2013    | 2014    | 2015    | 2016    | 2017    | 2018    | 2019    | 2020    | 2021    | … | 2023    | SR     | V–P   |
| --------------- | ------- | ------- | ------- | ------- | ------- | ------- | ------- | ------- | ------- | ------- | ------- | ------- | ------- | ------- | ------- | ------- | ------- | ------- | ------- | - | ------- | ------ | ----- |
| Australian Open | A       | 2. kolo | 1. kolo | nehrála | nehrála | nehrála | 1. kolo | 2. kolo | 3. kolo | 2. kolo | A       | 2. kolo | 3. kolo | 4. kolo | 4. kolo | 4. kolo | 1. kolo | 1. kolo | 1. kolo | — | —       | 0 / 14 | 17–14 |
| French Open     | A       | 2. kolo | 1. kolo | nehrála | nehrála | nehrála | 1. kolo | 1. kolo | 1. kolo | 1. kolo | 1. kolo | 1. kolo | 1. kolo | 3. kolo | 2. kolo | 4. kolo | 1. kolo | 2. kolo | —       | — | A       | 0 / 14 | 8–14  |
| Wimbledon       | 1. kolo | 1. kolo | 2. kolo | A       | 1. kolo | 3. kolo | 1. kolo | 3. kolo | 2. kolo | 1. kolo | 2. kolo | ČF      | 1. kolo | 3. kolo | 2. kolo | 3. kolo | SF      | NH      | —       | — | 2. kolo | 0 / 17 | 22–17 |
| US Open         | A       | 1. kolo | 1. kolo | nehrála | nehrála | 1. kolo | 2. kolo | 1. kolo | 1. kolo | 1. kolo | Q1      | 3. kolo | 3. kolo | 1. kolo | 2. kolo | 3. kolo | 1. kolo | A       | —       | — | 1. kolo | 0 / 14 | 8–14  |
| výhry-prohry    | 0–1     | 2–4     | 1–4     | 0–0     | 0–1     | 2–2     | 1–4     | 3–4     | 3–4     | 1–4     | 1–2     | 7–4     | 4–4     | 7–4     | 6–4     | 10–4    | 5–4     | 1–2     | 0–1     | — | 1–2     | 0 / 59 | 55–59 |

### Čtyřhra
| Turnaj          | 2005    | 2006    | 2007    | 2008    | 2009    | 2010    | 2011    | 2012    | 2013    | 2014    | 2015    | 2016    | 2017    | 2018    | 2019    | 2020    | 2021    | … | 2023    | SR     | V–P    |
| --------------- | ------- | ------- | ------- | ------- | ------- | ------- | ------- | ------- | ------- | ------- | ------- | ------- | ------- | ------- | ------- | ------- | ------- | - | ------- | ------ | ------ |
| Australian Open | A       | 1. kolo | 1. kolo | 3. kolo | 2. kolo | 2. kolo | 3. kolo | 2. kolo | A       | 2. kolo | SF      | 3. kolo | 3. kolo | ČF      | SF      | F       | 2. kolo | — | —       | 0 / 15 | 29–15  |
| French Open     | 2. kolo | 3. kolo | 1. kolo | 1. kolo | 2. kolo | 3. kolo | 1. kolo | 1. kolo | 1. kolo | 2. kolo | ČF      | 2. kolo | A       | SF      | 3. kolo | 3. kolo | —       | — | A       | 0 / 15 | 19–15  |
| Wimbledon       | 3. kolo | 2. kolo | 3. kolo | A       | 3. kolo | 3. kolo | 3. kolo | 2. kolo | ČF      | 2. kolo | 3. kolo | 3. kolo | 3. kolo | 3. kolo | Vítěz   | NH      | —       | — | Vítěz   | 2 / 15 | 35–13  |
| US Open         | 1. kolo | 1. kolo | 1. kolo | 1. kolo | 2. kolo | 3. kolo | ČF      | 2. kolo | 2. kolo | SF      | 3. kolo | ČF      | SF      | 3. kolo | 3. kolo | A       | —       | — | 3. kolo | 0 / 16 | 26–15  |
| výhry-prohry    | 3–3     | 3–4     | 1–4     | 2–3     | 5–4     | 7–4     | 7–4     | 3–4     | 4–3     | 7–4     | 11–4    | 8–4     | 8–3     | 11–4    | 14–3    | 7–2     | 1–1     | — | 8–0     | 2 / 61 | 108–58 |

Vysvětlivky
1. ↑  Odstoupení před 3. kolem US Open 2023 nebylo započítáno jako porážka.

| Legenda | Legenda                                   | Legenda | Legenda                     |
| ------- | ----------------------------------------- | ------- | --------------------------- |
| SR      | poměr vyhraných turnajů ku všem odehraným | W–L V–P | výhry–prohry                |
| NH      | daný rok se turnaj nekonal                | A       | turnaje se hráč nezúčastnil |
| 1Q / LQ | prohra v (kole) kvalifikace               | 1k / 1R | prohra v daném kole turnaje |
| QF / ČF | prohra ve čtvrtfinále                     | SF      | prohra v semifinále         |
| F       | prohra ve finále                          | Vítěz   | vítězství v turnaji         |

## Postavení na konečném žebříčku WTA

### Dvouhra
| Rok    | 2002 | 2003   | 2004  | 2005   | 2006   | 2007   | 2008  | 2009  | 2010  | 2011  | 2012  | 2013  | 2014  | 2015  | 2016  | 2017  | 2018  | 2019  | 2020  | 2021   |
| Pořadí | 222. | ▲ 161. | ▲ 56. | ▼ 142. | ▼ 164. | ▲ 156. | ▲ 76. | ▲ 69. | ▲ 67. | ▲ 44. | ▼ 92. | ▬ 92. | ▲ 26. | ▼ 41. | ▲ 20. | ▼ 23. | ▼ 33. | ▬ 33. | ▼ 37. | ▼ 336. |

### Čtyřhra
| Rok    | 2003 | 2004   | 2005  | 2006  | 2007  | 2008  | 2009  | 2010  | 2011  | 2012  | 2013  | 2014  | 2015  | 2016  | 2017  | 2018 | 2019 | 2020 | 2021  |
| Pořadí | 339. | ▲ 179. | ▲ 43. | ▼ 54. | ▼ 80. | ▲ 66. | ▲ 35. | ▲ 20. | ▼ 22. | ▲ 20. | ▼ 44. | ▲ 32. | ▲ 28. | ▲ 17. | ▲ 15. | ▲ 5. | ▲ 1. | ▼ 2. | ▼ 26. |